# منابع ماه
منابع ماه منابع طبیعی درون کره ماه است که می‌توانند در آینده مورد بررسی و بهره‌برداری قرار بگیرند. منابع احتمالی و قابل استحصال قمری ممکن است شامل مواد فرار و کانی‌ها در کنار سازه‌های زمین‌ساختاری همانند تونل‌های گدازه قمری باشد که به اتفاق می‌توانند شرایط مستعمره‌سازی ماه را فراهم نمایند. استفاده از منابع موجود در کره ماه می‌تواند گزینه‌ای در راستای کاهش هزینه‌ها و ریسک اکتشاف ماه و عوامل فراتر از آن باشد.
فهم چگونگی کیفیت و ساختار منابع قمری حاصل از سفرهای مداری و عملیات‌های بازگرداندن نمونه‌ها، درک درستی از امکانات نهانی استفاده از منابع ساکن در موقعیت مبدأ را فراهم می‌نماید هر چند این دانش، در قالب اجرای کمپین‌ها و پروژه‌هایی از این دست، نیازمند توجیه مکفی برای حمایت‌ها و سرمایه‌گذاری‌های کلان مالی است. چگونگی میزان دسترسی به منابع، می‌تواند زمینه‌ساز استقرار مکان‌های استقرار انسان‌ها باشد.

## بررسی‌های کلی
مواد ماه، به خودی خود، می‌تواند شرایط اکتشاف ماه را تسهیل نمایند. این مواد فعالیت‌های علمی و اقتصادی در مجاورت هر دو گزینهٔ ماه و زمین را (که به سیس‌لیونار مشهور است) تسهیل می‌کنند. همچنین این مواد می‌توانند به سطح زمین وارد شوند و به صورت مستقیم سهمی در اقتصاد جهانی داشته باشند.